# Syncirsodes lucida
Syncirsodes lucida är en fjärilsart som beskrevs av Butler 1882. Syncirsodes lucida ingår i släktet Syncirsodes och familjen mätare. Inga underarter finns listade i Catalogue of Life.